# Пендлтон, Джордж Кэссети
Джордж Кэссети Пендлтон (англ. George Cassety Pendleton; 23 апреля 1845, округ Уоррен, Теннесси — 19 января 1913, Темпл, Техас) — американский политик, 17-й вице-губернатор Техаса (в 1891—1893 годах), член Палаты представителей США от Техаса (в 1893—1897 годах).

## Биография
Джордж Кэссети Пендлтон родился 23 апреля 1845 года в округе Уоррен (штат Теннесси) в семье Неда Пендлтона и Сары Пендлтон (урождённой Смарт). В 1857 году они переехали в округ Эллис (штат Техас).
После начала Гражданской войны Пендлтон был зачислен рядовым в армию Конфедеративных Штатов Америки. После войны он вернулся в Техас и начал обучение в Академии Уоксахачи (англ. Waxahachie Academy; Уоксахачи — город в Техасе, центр округа Эллис), но не окончил её из-за болезни. 
Затем Пендлтон в течение 10 лет работал коммивояжёром в инвентарной компании из Далласа. В 1870 году он женился на Хелен Эмбри (англ. Helen Embree), впоследствии у них было 5 детей.
В 1870-х годах Пендлтон начал заниматься политической деятельностью. Он был делегатом всех техасских съездов (англ. conventions) демократической партии с 1876 по 1910 год. С 1883 по 1889 год он был членом Палаты представителей Техаса, а в 1886 году был спикером этой палаты. 
В 1890 году Джеймс Стивен Хогг и Пендлтон как кандидаты от демократической партии участвовали в губернаторских выборах в Техасе (Хогг в качестве кандидата на пост губернатора, а Пендлтон — вице-губернатора штата). После победы на выборах, с января 1891 года по январь 1893 года Пендлтон был вице-губернатором Техаса. Затем он на два срока (с марта 1893 года по март 1897 года) избирался членом Палаты представителей США от 7-го избирательного округа Техаса.
В 1896 году Пендлтон отказался избираться на третий срок, и в 1897 году возвратился в Техас и обосновался в городе Темпл. С 1900 года он стал заниматься юридической практикой в Темпле. Всё это время он продолжал политическую деятельность в демократической партии. 
Джордж Кэссети Пендлтон скончался 19 января 1913 года и был похоронен на кладбище Хиллкрест в городе Темпл, штат Техас. Незадолго до этого его собирались назначить почтмейстером Темпла, но назначение так и не состоялось.